# Ida Cook
Ida Cook (geboren 24. August 1904 in Sunderland; gestorben 22. Dezember 1986) war britische Romanautorin und setzte sich während der Zeit des Nationalsozialismus für jüdische Flüchtlinge ein. Unter dem Pseudonym Mary Burchell veröffentlichte sie mehr als 125 Liebesromane.
Gemeinsam mit ihrer Schwester Mary Louise Cook half Ida Cook in den 1930er Jahren Juden bei der Flucht vor den Nazis, darunter auch in Frankfurt am Main, wo sie mit den Töchtern Pauline und Gertrude des Physiologen Ferdinand Blum zusammenarbeiteten. Die Schwestern retteten so 29 Menschen, finanziert vor allem durch Idas schriftstellerische Tätigkeit. Die Cook-Schwestern wurden dafür als „Gerechter unter den Völkern“ von der israelischen Yad Vashem Martyrs and Heroes Remembrance Authority geehrt.

## Leben
Gemeinsam mit ihrer älteren Schwester Mary Louise (1901–1991) besuchte sie die Duchess’ School in Alnwick und arbeitete später im öffentlichen Dienst. Die beiden Schwestern entwickelten ein leidenschaftliches Interesse für die Oper. In den 1930er Jahren besuchten sie gemeinsam Deutschland, wo sie als fanatische Opernfans überall herumreisten, um ihre Lieblingssänger zu sehen. Als sie nach England zurückkehrten, schmuggelten sie Wertsachen ins Land, die es Juden, die aus Deutschland fliehen wollten, ermöglichte, finanzielle Sicherheiten nachzuweisen, so dass sie den britischen  Einwanderungsbedingungen genügen konnten. Mary-Louise und Ida Cook arbeiteten dabei mit dem österreichischen Dirigent Clemens Krauss und seiner Frau, der Sopranistin Viorica Ursuleac, zusammen, die sie auf ihrer Deutschlandreise kennengelernt und die sie über die Verfolgung der Juden in Deutschland aufgeklärt hatten. Ermöglicht durch Idas schriftstellerische Tätigkeit konnten die Schwestern auf diese Weise 29 Menschen retten. 1964 wurden sie von Israel als Gerechte unter den Völkern ausgezeichnet.

## Schriftstellerische Laufbahn
1936 veröffentlichte Ida Cook als Mary Burchell ihre ersten Liebesromane. Im Laufe ihrer Karriere wurden mehr als 125 ihrer Romane bei Mills & Boon verlegt (neu erscheinen sie bei Harlequin Books), einschließlich der berühmten Warrender Saga, einer Romanserie, die in der Welt der Oper spielt.
Unter dem Pseudonym James Keene schrieb Cook gemeinsam mit dem Autor William Everett Cook mehrere Western.
Ida Cook war Mitbegründerin und über lange Jahre hinweg auch Präsidentin der Romantic Novelists’ Association (Interessenverband der Verfasser von Liebesromanen).
1950 verfasste Ida Cook ihre Autobiographie We followed Our Stars, die unter dem Titel Safe Passage 2008 neu herausgegeben wurde.